# IC 691
IC 691 — галактика типу P (особлива галактика) у сузір'ї Велика Ведмедиця.
Цей об'єкт міститься в оригінальній редакції індексного каталогу.